# Батутут
Батутут или както още са известен „Уджит“ са „горски хора“ живеещи в Лаос, Виетнам и Борнео. Батутут са проучвани през 1970 година от д-р Джон МакКинон и той достига до заключение че е възможно да става въпрос за Homo erectus palaeojavanicus. Виетнамците го наричат Người Rừng или „човекът от гората“.